# Hipocinesia
La hipocinesia se refiere al movimiento corporal disminuido. Como una de las dos categorías de alteraciones del movimiento, la hipocinesia se caracteriza por una pérdida parcial o completa del movimiento muscular debido a un trastorno en el los ganglios basales. Los pacientes con trastornos hipocinéticos, como la enfermedad de Parkinson, experimentan rigidez muscular e incapacidad de producir movimiento. También está asociado con los trastornos de salud mental y los periodos prolongados de inactividad debido a la enfermedad, entre otras patologías.
La otra categoría de trastornos del movimiento debido al daño en los ganglios basales, hipercinesia, muestra una exageración del movimiento no deseado, como espasmos y contorsiones en la enfermedad de Huntington y el síndrome de Tourette.

## Espectro de trastornos
La hipocinesia describe una variedad de trastornos más específicos: 
| Trastorno hipocinético                                               | Características |
| -------------------------------------------------------------------- | --- |
| Acinesia (α- a-, "sin", κίνησις kinēsis, "movimiento")               | Incapacidad de iniciar el movimiento debido a la dificultad para seleccionar y/o activar programas motores en el sistema nervioso central. Común en casos graves de enfermedad de Parkinson, la acinesia es el resultado de la disminución acusada de la actividad de las células dopaminérgicas en la vía directa de movimiento. |
| Bradicinesia (βραδύς bradys, "lento", κίνησις kinēsis, "movimiento") | Caracterizada por la lentitud del movimiento, se relaciona con la enfermedad de Parkinson y otros trastornos del ganglio basal. Más que un comienzo lento (acinesia) la bradicinesia describe la lentitud en la ejecución del movimiento. Es uno de los cuatro síntomas clave del parkinsonismo, que son bradicinesia, temblor, rigidez e inestabilidad postural. La bradicinesia también es la causa de lo que normalmente se llama "cara de Poker" (Cara sin expresión) entre aquellos con Parkinson. |
| Disartria                                                            | Una condición que afecta a los músculos necesarios para el habla, causando dificultad en la producción del habla a pesar de la comprensión cognitiva continuada del lenguaje. A veces causada por la enfermedad de Parkinson, los pacientes experimentan debilidad, parálisis o falta de coordinación en el sistema motor del habla, afectando la respiración, fonación, prosodia y articulación. Los problemas mostrados incluyen el tono, la velocidad de la comunicación, el control de la respiración, el volumen y la cadencia. La disartria hipocinética afecta particularmente al volumen del habla, instigando al tratamiento con un logopeda. |
| Discinesia                                                           | Se caracteriza por una habilidad reducida para los movimientos voluntarios, así como la presencia de movimientos involuntarios. Las manos y la parte superior del cuerpo son las zonas que más frecuentemente se afectan por los temblores y tics. En algunos casos, los pacientes de Parkinson experimentan discinesia como efecto secundario peligroso de la medicación para incrementar la dopamina. |
| Distonia                                                             | Los pacientes experimentan torsiones musculares, repetición y posturas anormales. La enfermedad puede ser causada por factores genéticos o un conjunto de factores ambientales como la reacción a sustancias químicas o traumas relacionados con el nacimiento. |
| Congelación                                                          | Se caracteriza por la incapacidad de mover los músculos en ninguna dirección deseada. |
| Síndrome neuroléptico maligno                                        | Resultado de una grave exposición a sustancias que bloquean los receptores dopamínicos, las víctimas pueden experimentar fiebre, rigidez, cambios del estado mental, disautonomía, temblores, distonía y mioclonus. Aunque este trastorno es extremadamente infrecuente, es necesaria la atención inmediata porque existe un alto riesgo de muerte. |
| Rigidez                                                              | Este está caracterizado por un tono muscular aumentado que causa resistencia a los movimientos articulares pasivos. No depende de la velocidad impuesta y puede provocarse con el movimiento pasivo a muy baja velocidad. Se siente tanto en los músculos agonistas como antagonistas y en movimientos en ambas direcciones. La rigidez de rueda dentada y de tubo de plomo son dos tipos identificados en la enfermedad de Parkinson: - La rigidez de tubo de plomo surge cuando un aumento del tono muscular causa una resistencia constante al movimiento pasivo en todo el arco de movimiento, sin fluctuaciones. - La rigidez de rueda dentada es una combinación de rigidez de tubo de plomo y temblor que se presenta como una resistencia espasmódica al movimiento conforme los músculos se tensan y se relajan. La espasticidad, una forma especial de rigidez, está presente solo al comienzo del movimiento pasivo. Depende de la velocidad y solo se provoca con movimientos rápidos. Estos distintos tipos de rigidez pueden verse en distintas formas de trastornos del movimiento, como la enfermedad de Parkinson. |
| Inestabilidad postural                                               | Pérdida de la habilidad para mantener la postura erecta. |

## Patofisiología

### Neurotransmisores asociados

#### Dopamina

Persona con distonía producida por la medicación

El principal neurotransmisor que se considera implicado en la hipocinesia es la dopamina. Esencial para el circuito gangliónico basal-talamocortical, que procesa la función motora, el agotamiento de la dopamina es común en estas zonas en pacientes hipocinéticos. La bradicinesia está relacionada con el agotamiento dopaminérgico lateralizado en la sustancia negra. La vía dopaminérgica en la sustancia negra es esencial en la función motora, y, comúnmente, una lesión en esta zona se relaciona con la aparición de hipocinesia. Sin embargo, el temblor y la rigidez parecen deberse solo parcialmente a los déficits de dopamina en la sustancia negra, sugiriendo otros procesos implicados en el control motor. Los tratamientos para la hipocinesia suelen intentar prevenir la degradación de la dopamina por MAO-B o incrementar la cantidad de neurotransmisores presentes en el sistema.

### GABA y glutamato
El neurotransmisor inhibitorio GABA y el excitador glutamato se encuentran en muchas partes del sistema nervioso central, incluyendo las vías motoras que implican la hipocinesia. En una vía, el glutamato en la sustancia negra excita la liberación de GABA al tálamo, que entonces inhibe la liberación de glutamato en la corteza y, por tanto, reduce la actividad motora. Si inicialmente hay mucho glutamato en la sustancia negra, entonces, a través de la interacción del GABA en el tálamo y el glutamato en la corteza, se reducirá el movimiento o no se producirá.
Otra vía directa del ganglio basal envía mensajes inhibitorios GABA al globo pálido y la sustancia negra, que entonces envía GABA al tálamo. En la vía indirecta, el ganglio basal envía GABA al globo pálido que entonces envía al núcleo subtalámico, que ahora desinhibido, envía glutamato a las estructuras de salida del ganglio basal. La inhibición de la liberación GABA puede interrumpir el circuito de retroalimentación al ganglio basal y producir movimientos hipocinéticos.
GABA y glutamato suelen interactuar entre sí y directamente con la dopamina. En el ganglio basal, la vía nigroestriada es donde se almacenan GABA y dopamina en las mismas neuronas y liberados juntos.

### Neurobiología

Ganglio basal y estructuras relacionadas

Los síntomas hipocinéticos surgen del daño al ganglio basal, que actúa en la producción de fuerza y el cálculo de esfuerzo necesario para hacer un movimiento. Dos posibles vías neurales permiten al ganglio basal producir movimiento. Cuando se activa, la vía directa envía información sensorial y motor de la corteza cerebral a la primera estructura del ganglio basal, el putamen. La información inhibe directamente el globo pálido interno y permite el movimiento libre. La vía indirecta, viajando a través del putamen, globo pálido externo y núcleo subtalámico, activa el umbral del globo pálido interno e impide al tálamo comunicarse con la corteza motora, produciendo síntomas hipocinéticos.
Cuando los niveles de dopamina descienden, el patrón normal de generación de ondas de las ondas cerebrales del ganglio basal cambia y la tendencia por las oscilaciones aumenta, particularmente en la onda beta del ganglio basal.  Recent research indicates, when oscillations fire simultaneously, processing is disrupted at the thalamus and cortex, affecting activities such as motor planning and sequence learning, as well as causing hypokinetic tremors.

## Tratamientos

### Fármacos dopaminérgicos
Los fármacos dopaminérgicos normalmente se usan en las fases iniciales del tratamiento de la hipocinesia. Sin embargo, con una dosis mayor, se vuelve inefectiva por el desarrollo de lesiones noradrenérgicas. Aunque inicialmente los fármacos dopaminérgicos son efectivos, estas lesiones noradrenérgicas se asocian con un desarrollo posterior de un trastorno de la marcha hipocinética.
Algunos pacientes de Parkinson son incapaces de moverse mientras duermen, desembocando en el diagnóstico de "hipocinesia nocturna". Los médicos han tenido éxito tratando este trastorno del sueño con fármacos dopaminérgicos de liberación controlada o nocturnos y, en algunos casos, por la estimulación continua del agonista de la dopamina, la rotigotina. A pesar de la movilidad mejorada durante el sueño, muchos pacientes de Parkinson dicen experimentar un sueño extremadamente incómodo incluso después del tratamiento dopaminérgico.

### Estimulación cerebral profunda
Una vez que la reacción a los fármacos dopaminérgicos comienza a fluctuar en los pacientes de Parkinson, se suele usar la estimulación cerebral profunda (DBS) del núcleo subtalámico y el globo pálido medial para tratar la hipocinesia. DBS, como los fármacos dopaminérgicos, proporciona un alivio inicial, pero el uso crónico empeora la hipocinesia y la "congelación" de la marcha. Una DBS en baja frecuencia en patrones irregulares se ha mostrado más efectiva y menos perjudicial en el tratamiento.

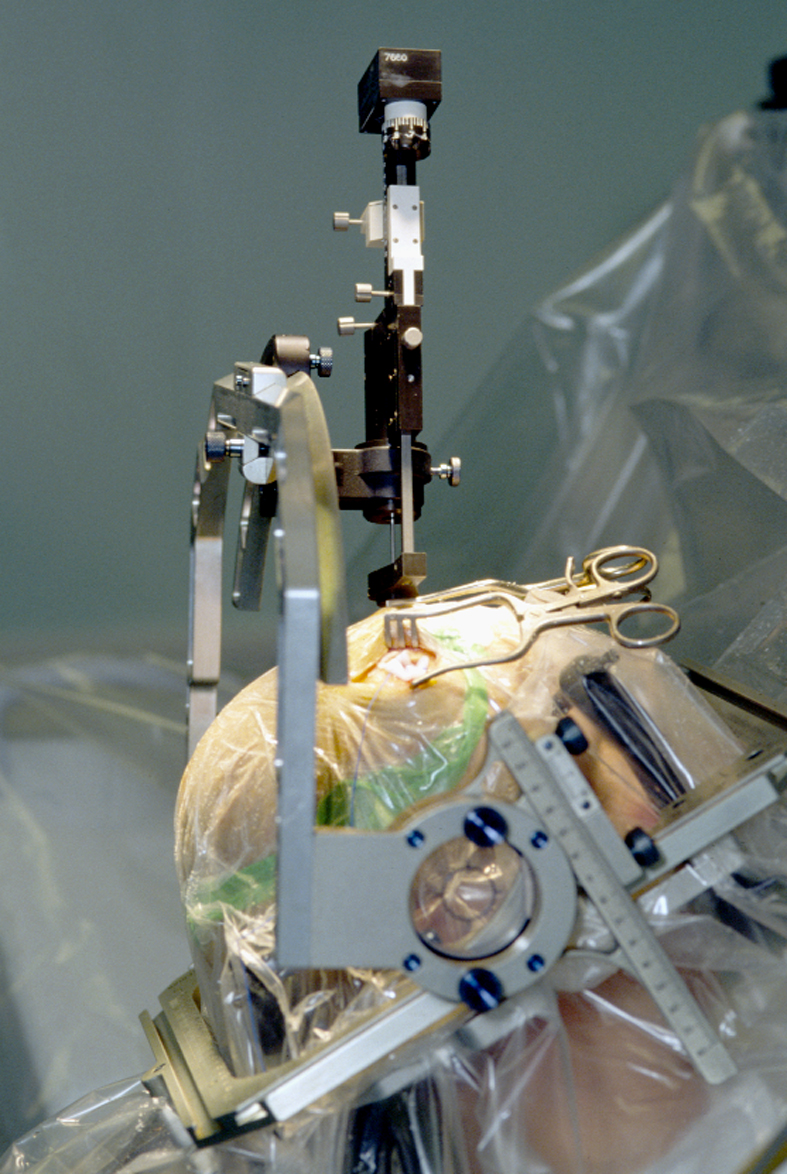
Cirugía de Parkinson

La palidoctomía posteroventral (PVP) es un tipo específico de DBS que destruye una pequeña parte del globo pálido cicatrizando tejido neural, reduciendo la actividad cerebral y, por lo tanto, el temblor y la rigidez. Se sospecha que la PVP recalibra la actividad del ganglio basal en la vía talamocortical. Se ha informado que la PVP en el hemisferio dominante altera la funcción ejecutiva de las habilidades de procesamiento verbal, y la PVP bilateral puede alterar los procesos de concentración.
Muchos pacientes de acinesia también forman acinesia lingüística, en la que su habilidad para producir movimientos verbales imita sus síntomas físicos de acinesia, especialmente tras una PVP no exitosa. Los pacientes suelen ser capaces de mantener niveles de elocuencia normales, pero a veces se paran en mitad de una frase, incapaces de recordar o producir la palabra deseada. Según un estudio de pacientes de Parkinson con hipocinesia articulatoria, los sujetos con mayor cadencia en el habla experimentaban más problemas para producir lenguaje coloquial que aquellos que hablaban más lentamente.

### Metilfenidato
El metilfenidato, normalmente usado para tratar TDAH, se ha usado en combinación con levodopa para tratar la hipocinesia a corto plazo. Ambas actúan juntas para aumentar los niveles de dopamina en la corteza estriada y prefrontal. El metilfenidato inhibe principalmente la reabsorción de la dopamina y noradrenalina bloqueando los transportadores presinápticos, y la levodopa aumenta la cantidad de dopamina, mejorando generalmente la marcha hipocinética. Sin embargo, algunos pacientes muestran reacciones adversas de náuseas y cefaleas al tratamiento y aún deben evaluarse los efectos del tratamiento a largo plazo.

### Células madre
Los nuevos tratamientos incluyen aumentar el número de células dopaminérgicas implantando células madres en el ganglio basal o estimulando la producción endógena de célululas madre y su desplazamiento al ganglio basal. La integración exitosa de células madre puede aliviar síntomas hipocinéticos y disminuir la dosis necesarias de fármacos dopaminérgicos. Sin embargo, son posibles distintas complicaciones, como la formación de tumores, una migración celular inapropiada, el rechazo de las células por el sistema inmune, y la hemorragia cerebral, provocando que muchos médicos crean que los riesgos superan los posibles beneficios.

### Antagonista de los receptores NOP
Otro tratamiento, aunque aún en fase experimental, es la administración de los antagonistas del receptor NOP. Se ha mostrado que este tratamiento reduce la hipocinesia en estudios con animales cuando se aumenta la nocicepción FQ en la sustancia negra y el núcleo subtalámico. Se pueden tomar dosis bajas con tratamiento dopaminérgico para disminuir la cantidad de L-DOPA necesaria, que puede reducir sus efectos secundarios a largo plazo y mejorar la actividad motora.

### Terapia de baile
La terapia de baile ha mostrado reducir los movimientos hipocinéticos y la rigidez, aunque enfocados más en los aspectos musculares del trastorno que en la actividad neural. 

## Asociaciones

### Discapacidad cognitiva
Se ha mostrado que la bradicinesia precede la discapacidad de las funciones ejecutivas, la memoria de trabajo y la atención. Estas discapacidades cognitivas pueden estar unidas a la pérdida de la función del ganglio basal y la corteza prefrontal, que también están relacionadas con la disfunción motora de la hipocinesia. Los temblores y la rigidez no tienen relación observable con las discapacidades cognitivas, apoyando la idea de no estar implicada en la vía dopaminérgica en el circuito gangliónico basal-talamocortical. Los tratamientos dopaminérgicos han mostrado mejoras en las funciones cognitivas asociadas con la hipocinesia, sugiriendo que también son dependientes de los niveles de dopamina en el sistema.

### Motivación motora
Se suele discutir si la eficiencia, vigor y velocidad de movimiento en los pacientes con hipocinesia se relacionan con la motivación por el estímulo frente al estímulo de castigo. El ganglio basal se ha relacionado con los incentivos tras el movimiento, sugiriendo por tanto que el análisis coste/beneficio del movimiento podría afectarse en la hipocinesia. Curiosamente, no se ha mostrado que la recompensa cambie los aspectos del movimiento del individuo hipocinético. De hecho, el esquema motor y control de un paciente con hipocinesia es ya lo más eficiente posible (como se muestra tras un movimiento ligeramente más rápido, aunque generalmente sea el mismo movimiento, tras la estimulación profunda del cerebro en el núcleo subtalámico). Esto sugiere que los individuos hipocinéticos simplemente tienen un arco de movimiento más limitado que no aumenta en relación con la motivación.
Otros estudios han concluido lo mismo sobre las recompensas y la hipocinesia, pero han mostrado que, de hecho, el estímulo aversivo puede reducir el movimiento hipocinético. La dopamina está menos implicada o tiene una función más compleja en la respuesta al castigo que a la recompensa, ya que el cuerpo estriado hipodopaminérgico permite más movimiento en respuesta al estímulo aversivo.

### Diferenciación demográfica

#### Género
La hipocinesia es desarrollada normalmente más por los hombres que por las mujeres, lo que se refleja en poblaciones jóvenes y de mediana edad donde las mujeres han mostrado niveles mayores de dopamina nigroestriatal que los hombres. Sin embargo, en los ancianos, esta diferenciación no está presente. Típicamente, las mujeres muestran más temblores al comienzo del desarrollo de la hipocinesia. En el trastorno, los hombres tienden a mostrar más rigidez y las mujeres un mayor comportamiento motor bradicinésico.

#### Edad de inicio
La hipocinesia se muestra en el cerebro y ligeramente diferente exteriormente dependiendo en dónde se afecte por primera vez en individuo. En la hipocinesia que comienza en la juventud (menor de 45 años), normalmente ocurre una pérdida celular ligeramente mayor en la sustancia negra con una distonía y rigidez muscular más pronunciada. En la hipocinesia que comienza en la vejez (mayor de 70 años), se suele ver más una marcha hipocinética y dificultad para caminar, sin distonía. Ambos inicios pueden mostrar temblores en reposo, aunque generalmente se encuentra en casos que comienzan en la vejez.

### Síntomas
El estrés causa alteraciones en la circulación cerebral, aumentando el flujo circulatorio en el giro supramarginal y el giro angular del lóbulo parietal, el lóbulo frontal y el giro temporal superior del hemisferio izquierdo. También, un aumento de la actividad cardiaca y un cambio en el tono de las válvulas cardiacas, que puede ser un indicio básico de desarrollo del estrés. En pacientes con estrés normal, la activación del sistema nervioso simpático suele desencadenar una reacción de lucha o huida. Los pacientes hipocinéticos experimentan estos síntomas típicos de estrés de forma regular por el daño al sistema del ganglio basal. Por lo tanto cuando una víctima hipocinética está bajo estrés, él o ella no muestra una típica reacción de lucha o huida, situando al paciente a un mayor peligro ante un estímulo dañino. El ejercicio de bajo impacto, la eliminación del uso de alcohol y drogas, y la meditación regular puede ayudar a restaurar respusetas normales ante el estrés en pacientes hipocinéticos.  Low-impact exercise, elimination of drug and alcohol use, and regular meditation can help to restore normal stress responses in hypokinesia patients.

## Relación con otras condiciones médicas
Aunque se suele relacionar con la enfermedad de Parkinson, la hipocinesia puede estar presente en una amplia variedad de condiciones.
| Condición                         | Relación con la hipocinesia |
| --------------------------------- | --- |
| Accidente cerebrovascular         | Se ha descubierto que el daño a ciertas zonas del cerebro debido a la falta de oxigenación puede causar síntomas hipocinéticos. Es más probable que las lesiones frontales y subcorticales causadas por un ictus provoquen hipocinesia que las lesiones posteriores.                       |
| Esquizofrenia                     | Se cree que a falta de conexión entre el área motora suplementaria y el pálido y la corteza motora primaria izquierda al tálamo mostrada en pacientes con esquizofrenia lleva a la hipocinesia.                                                                                            |
| Hiperamonemia                     | La hiperamonemia y la enfermedad del hígado puede alterar la neurotransmisión de GABA y glutamano aumentando la cantidad de glutamano en la sustancia negra e inhibiendo el movimiento. |
| Parálisis supranuclear progresiva | Muy similar a la enfermedad de Parkinson, la parálisis supranuclear no muestra realmente la característica hipocinética de la pérdida progresiva del movimiento, a pesar de una pequeña amplitud. El diagnóstico de la hipocinesia puede ayudar a distinguir este trastorno del Parkinson. |